# Inta Pom
Inta Pom auch Intha Prom (voller Thronname Somdet Brhat Chao Indra Varman Raja Sri Sadhana Kanayudha, Inthara Vongsa; * im frühen 18. Jahrhundert; † 1776) war 1749 für acht Monate König von Luang Phrabang.

## Leben
Inta Pom war ein jüngerer Sohn von König Inta Som (reg. 1723 bis 1749) und wurde von den Adligen zunächst seinem älteren Bruder Sotika Kuman vorgezogen. Er erhielt eine Ausbildung am Hofe und wurde 1749 als Oberkommandierender entsandt, die Invasion der vietnamesischen Armeen aus Annam zurückzuschlagen. Nach seinem erfolgreichen Feldzug feierte ihn das Volk und die Adligen wählten ihn nach dem Ableben seines Vaters zum neuen König, wobei die älteren Brüder übergangen wurden.
Inta Pom verzichtete nach acht Monaten auf den Thron zugunsten seines Bruders Sotika Kuman (reg. 1749 bis 1768). Inta Pom starb 1776.